# Friedrich Schur
Friedrich Heinrich Schur (Krotoszyn, 27 de janeiro de 1856 — Wrocław, 18 de março de 1932) foi um matemático alemão. Pai do também matemático Axel Schur.

## Carreira
Friedrich Schur estudou geometria diferencial, grupos de transformação (grupos de Lie) depois de Sophus Lie. Muitos de seus resultados, que ele resumiu em seu livro Grundlagen der Geometrie (Fundação da Geometria) de 1909, também podem ser encontrados na obra de David Hilbert sem referência a Schur. Ele também escreveu um livro de geometria analítica (1898) e a estática gráfica (1915).

## Obras
- Schur: Grundlagen der Geometrie. Teubner, Leipzig 1909.[2]
- Schur: Lehrbuch der analytischen Geometrie.
- Schur: Zur Theorie der endlichen Transformationsgruppen. Mathematische Annalen, Vol.38, 1891.
- Schur: Ueber den Fundamentalsatz der projectiven Geometrie. Mathematische Annalen, Vol.51, 1899.
- Schur: Ueber die Grundlagen der Geometrie. Mathematische Annalen, Vol. 55, 1902